# België op het wereldkampioenschap voetbal 1954
België was een van de deelnemende landen op het wereldkampioenschap voetbal 1954 in Zwitserland. Het was de vierde keer dat België deelnam aan het landentoernooi. De Schot Doug Livingstone nam als selectieheer voor de eerste keer deel aan het WK. België overleefde de groepsfase niet, maar haalde wel voor het eerst een punt op het WK.

## Kwalificatie
België belandde samen met de Scandinavische landen Zweden en Finland in Groep 2 van de kwalificatieronde. De Belgen van de Engelse bondscoach Bill Gormlie werkten eerst hun twee uitwedstrijden af. In mei 1954 wonnen met 2-4 van Finland, na een doelpunt van Pol Anoul en een hattrick van Rik Coppens. Ondanks de ruime zege hadden de Duivels het lange tijd moeilijk tegen de Finnen. Ze kregen geen grip op de aanvaller Kalevi Lehtovirta, die met twee doelpunten lange tijd voor de nodige spanning zorgde.
De zege tegen Finland gaf de Belgen moed voor de moeilijke uitwedstrijd tegen Zweden, dat favoriet was voor groepswinst. De Zweden waren in 1948 olympisch kampioen geworden en haalden in 1950 brons op het WK in Brazilië. Bovendien waren heel wat Belgische spelers ziek geworden tijdens de bootreis over de Oostzee. Ondanks de slechte omstandigheden pakte België ook in Zweden de volle buit. Na nog geen half uur stonden de Duivels van Bill Gormlie nochtans 2-0 achter. Nog voor de rust draaiden de Belgen de score volledig om. Pol Anoul en Jean Straetmans brachten de score in enkele minuten tijd opnieuw in evenwicht. Net voor de rust zorgde Victor "Torke" Lemberechts zelfs voor de 2-3-voorsprong. Na de pauze vielen er geen doelpunten meer, waardoor België onverhoopt met 2 punten naar huis mocht.
Nadien nam de Schot Doug Livingstone het roer over van Gormlie. De nieuwe bondscoach speelde in eigen land 2-2 gelijk tegen Finland. Mathieu Bollen had België nochtans een 2-0-voorsprong bezorgd. In de slotminuten gaven de Duivels nog bijna alles uit handen. Het gelijkspel was echter geen ramp, want ook Zweden had eerder al een keer gelijkgespeeld tegen Finland. Maar nu moesten de Duivels op de laatste speeldag wel nog oppassen tegen Zweden. Een gelijkspel was voldoende, maar de Duivels rondden de WK-kwalificatiecampagne af met een zege. Na goals van de Antwerpenaren Rik Coppens en Vic Mees werd het 2-0. Bij Zweden maakte die wedstrijd het Zweeds toptalent Kurt Hamrin zijn debuut.

### Kwalificatieduels
| 25 mei 1953       | Finland | 2 - 4 | België  |
| 28 mei 1953       | Zweden  | 2 - 3 | België  |
| 23 september 1953 | België  | 2 - 2 | Finland |
| 8 oktober 1953    | België  | 2 - 0 | Zweden  |

### Eindstand
| Land    | Wed | W | G | V | DV | DT | Ptn |
| ------- | --- | - | - | - | -- | -- | --- |
| België  | 4   | 3 | 1 | 0 | 11 | 6  | 7   |
| Zweden  | 4   | 1 | 1 | 2 | 9  | 8  | 3   |
| Finland | 4   | 0 | 2 | 2 | 7  | 13 | 2   |

## Het wereldkampioenschap

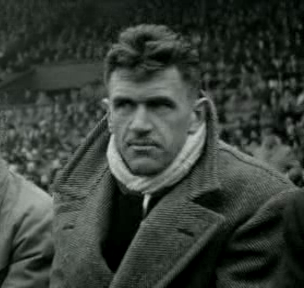
Jef Mermans was aanvoerder van de selectie van 1954.

België werd voor het WK ondergebracht in Groep 4, samen met gastland Zwitserland en de voetbalgrootmachten Italië en Engeland. Voor het WK werd een bijzonder reglement in het leven geroepen, waardoor België enkel tegen Engeland en Italië mocht spelen. Bovendien werd er ook altijd met verlengingen gewerkt, zelfs in de groepsfase.
Op 17 juni 1954 speelden de Duivels van Livingstone tegen het Engeland van onder meer Stanley Matthews. Het werd een knotsgekke wedstrijd waarin de Belgen tegen de verwachtingen in al na enkele minuten 0-1 voorkwamen via Pol Anoul. De Engelsen schoten meteen wakker en liepen na een uur spelen uit tot 3-1. Rik Coppens zorgde met nog iets meer dan 20 minuten te gaan voor de aansluitingstreffer, waarna Anoul met zijn tweede treffer voor de gelijkmaker zorgde. Toen het na 90 minuten nog steeds gelijk stond, kwamen er verlengingen. Nathaniel Lofthouse bracht Engeland met zijn tweede doelpunt meteen voor, maar een eigen doelpunt van Jimmy Dickinson werd het opnieuw gelijk: 4-4. De Brit verlengde een vrije trap van Marcel Dries in eigen doel. Het bleef 4-4 en zo haalden de Belgen hun eerste punt ooit op een WK.
Enkele dagen later mochten de Duivels het opnemen tegen Italië, die eerder al verloren hadden van het gastland. De vermoeide Belgen waren geen partij voor de Italianen. Egisto Pandolfini zette voor de rust een strafschop om: 1-0. Na de rust liepen de Italianen verder uit tot 4-0. In de slotminuten kon de onvermijdelijke Pol Anoul nog een eerredder uit de brand slepen. Met drie doelpunten werd hij een van de beste schutters op het toernooi, maar kwam hij nog steeds niet in de buurt van de elf goals van de Hongaarse goalgetter Sándor Kocsis.
Met hun eerste WK-punt ooit mochten de Belgen met opgeheven hoofd terugkeren naar eigen land. De Franse sportkrant L'Equipe riep Rik Coppens later zelfs uit tot de beste midvoor van het WK. De Antwerpse spits kreeg enkele maanden later als eerste speler ooit de Gouden Schoen.

### Technische staf
| Naam             | Functie           |
| ---------------- | ----------------- |
| Technische staf  |                   |
| Doug Livingstone | Bondscoach        |
| André Vandeweyer | Assistent-trainer |

### Selectie
| Nr. | Naam                    | GW |   |   |   |   | Club                     |
| --- | ----------------------- | -- | - | - | - | - | ------------------------ |
| 1   | Pol Gernaey             | 2  | 0 | 0 | 0 | 0 | KV Oostende              |
| 2   | Marcel Dries            | 2  | 0 | 0 | 0 | 0 | Berchem Sport            |
| 3   | Alfons Van Brandt       | 2  | 0 | 0 | 0 | 0 | Lierse SK                |
| 4   | Constant Huysmans       | 2  | 0 | 0 | 0 | 0 | Beerschot AC             |
| 5   | Louis Carré             | 2  | 0 | 0 | 0 | 0 | Club Luik                |
| 6   | Vic Mees                | 2  | 0 | 0 | 0 | 0 | Antwerp FC               |
| 7   | Jef Vliers              | 0  | 0 | 0 | 0 | 0 | Beerschot AC             |
| 8   | Denis Houf              | 1  | 0 | 0 | 0 | 0 | Standard Luik            |
| 9   | Rik Coppens             | 2  | 1 | 0 | 0 | 0 | Beerschot AC             |
| 10  | Pol Anoul               | 2  | 3 | 0 | 0 | 0 | Club Luik                |
| 11  | Jef Mermans             | 2  | 0 | 0 | 0 | 0 | RSC Anderlecht           |
| 12  | Charles Geerts          | 0  | 0 | 0 | 0 | 0 | Beerschot AC             |
| 13  | Henri Dirickx           | 0  | 0 | 0 | 0 | 0 | Union Saint-Gilloise     |
| 14  | Robert Van Kerckhoven   | 0  | 0 | 0 | 0 | 0 | Daring Club de Bruxelles |
| 15  | Hippolyte Van Den Bosch | 1  | 0 | 0 | 0 | 0 | RSC Anderlecht           |
| 16  | Pieter Van Den Bosch    | 2  | 0 | 0 | 0 | 0 | RSC Anderlecht           |
| 17  | Raymond Ausloos         | 0  | 0 | 0 | 0 | 0 | White Star               |
| 18  | Jef Van Der Linden      | 0  | 0 | 0 | 0 | 0 | Antwerp FC               |
| 19  | Jo Backaert             | 0  | 0 | 0 | 0 | 0 | Sporting Charleroi       |
| 20  | Robert Maertens         | 0  | 0 | 0 | 0 | 0 | Antwerp FC               |
| 21  | Jan Van Steen           | 0  | 0 | 0 | 0 | 0 | RSC Anderlecht           |
| 22  | Luc Van Hoyweghen       | 0  | 0 | 0 | 0 | 0 | Daring Club de Bruxelles |

### Wedstrijden

#### Groepsfase
|                          |                                     |              |                                                |                                                                                              |
| 17 juni 1938 18:10 UTC+1 | Engeland                            | 4 – 4 (n.v.) | België                                         | St. Jakobstadion, Bazel Toeschouwers: 40.000 Scheidsrechter: Emil Schmetzer (West-Duitsland) |
| 17 juni 1938 18:10 UTC+1 | Broadis 25', 62' Lofthouse 37', 92' |              | 6', 72' Anoul 76' Coppens 93' (e.d.) Dickinson | St. Jakobstadion, Bazel Toeschouwers: 40.000 Scheidsrechter: Emil Schmetzer (West-Duitsland) |

| Engeland | België |

| Engeland:           |    |                     |
|                     |    |                     |
| GK                  | 1  | Gilbert Merrick     |
| DF                  | 2  | Ronald Staniforth   |
| DF                  | 3  | Roger Byrne         |
| DF                  | 4  | William Wright      |
| MF                  | 5  | Sydney Owen         |
| MF                  | 6  | James Dickinson     |
| FW                  | 7  | Stanley Matthews    |
| FW                  | 8  | Ivor Broadis        |
| FW                  | 9  | Nathaniel Lofthouse |
| FW                  | 10 | Thomas Taylor       |
| FW                  | 11 | Thomas Finney       |
| Coach:              |    |                     |
| Walter Winterbottom |    |                     |

| België:          |    |                      |
|                  |    |                      |
| GK               | 1  | Pol Gernaey          |
| DF               | 2  | Marcel Dries         |
| DF               | 3  | Alfons Van Brandt    |
| DF               | 4  | Constant Huysmans    |
| MF               | 5  | Louis Carré          |
| MF               | 6  | Vic Mees             |
| FW               | 11 | Jef Mermans          |
| FW               | 8  | Denis Houf           |
| FW               | 9  | Rik Coppens          |
| FW               | 10 | Pol Anoul            |
| FW               | 16 | Pieter Van Den Bosch |
| Coach:           |    |                      |
| Doug Livingstone |    |                      |

|                          |                                                          |       |           |                                                                                               |
| 20 juni 1938 17:00 UTC+1 | Italië                                                   | 4 – 1 | België    | Cornaredostadion, Lugano Toeschouwers: 26.000 Scheidsrechter: Carl Erich Steiner (Oostenrijk) |
| 20 juni 1938 17:00 UTC+1 | Pandolfini 41' (pen.) Galli 48' Frignani 58' Lorenzi 78' |       | 81' Anoul | Cornaredostadion, Lugano Toeschouwers: 26.000 Scheidsrechter: Carl Erich Steiner (Oostenrijk) |

| Italië | België |

| Italië:        |    |                     |
|                |    |                     |
| GK             | 1  | Giorgio Ghezzi      |
| DF             | 13 | Ardico Magnini      |
| DF             | 3  | Giovanni Giacomazzi |
| DF             | 4  | Maino Neri          |
| MF             | 5  | Omero Tognon        |
| MF             | 6  | Fulvio Nesti        |
| FW             | 11 | Benito Lorenzi      |
| FW             | 8  | Egisto Pandolfini   |
| FW             | 9  | Carlo Galli         |
| FW             | 10 | Gino Cappello       |
| FW             | 21 | Amleto Frignani     |
| Coach:         |    |                     |
| Lajos Czeizler |    |                     |

| België:          |    |                         |
|                  |    |                         |
| GK               | 1  | Pol Gernaey             |
| DF               | 2  | Marcel Dries            |
| DF               | 3  | Alfons Van Brandt       |
| DF               | 4  | Constant Huysmans       |
| MF               | 5  | Louis Carré             |
| MF               | 6  | Vic Mees                |
| FW               | 11 | Jef Mermans             |
| FW               | 10 | Pol Anoul               |
| FW               | 9  | Rik Coppens             |
| FW               | 15 | Hippolyte Van Den Bosch |
| FW               | 16 | Pieter Van Den Bosch    |
| Coach:           |    |                         |
| Doug Livingstone |    |                         |

KBVB · A-internationals · Selecties · Statistieken · Bondscoaches · Belgisch vrouwenelftal · Olympisch elftal · België U21 · België U20 · België U19 · België U18 · België U17 · België U16 · Vrouwen U19 · Vrouwen U17
Albanië ·
Algerije ·
Andorra ·
Argentinië ·
Armenië ·
Australië ·
Azerbeidzjan ·
Bosnië en Herzegovina · 
Brazilië ·
Bulgarije ·
Burkina Faso ·
Canada ·
Chili ·
Colombia ·
Costa Rica ·
Cyprus ·
DDR ·
Denemarken ·
Duitsland ·
Egypte ·
El Salvador ·
Engeland ·
Estland ·
Faeröer ·
Finland ·
Frankrijk ·
Gabon ·
Gibraltar ·
Griekenland ·
Hongarije ·
Ierland ·
IJsland ·
Irak ·
Israël ·
Italië ·
Ivoorkust ·
Japan ·
Joegoslavië ·
Kazachstan ·
Kroatië · 
Letland ·
Litouwen ·
Luxemburg ·
Malta ·
Marokko ·
Mexico ·
Montenegro · 
Nederland ·
Noord-Ierland ·
Noord-Macedonië ·
Noorwegen ·
Oekraïne ·
Oostenrijk ·
Panama · 
Paraguay ·
Peru ·
Polen ·
Portugal ·
Qatar ·
Roemenië ·
Rusland ·
San Marino ·
Saoedi-Arabië ·
Schotland ·
Servië ·
Servië en Montenegro ·
Slovenië ·
Slowakije ·
Sovjet-Unie ·
Spanje ·
Tsjechië ·
Tsjecho-Slowakije ·
Tunesië · 
Turkije · 
Uruguay · 
Verenigde Staten · 
Wales · 
Wit-Rusland ·
Zambia · 
Zuid-Korea · 
Zweden · 
Zwitserland
Algerije (2014) ·
Argentinië (2014) · 
Brazilië (2018) · 
Canada (2022) · 
Denemarken (2021) · 
Engeland (2018, 1) · 
Engeland (2018, 2) · 
Finland (2021) · 
Frankrijk (1904) ·
Frankrijk (2018) · 
Ierland (2016) · 
Italië (2016) · 
Italië (2021) · 
Japan (2018) · 
Kroatië (2022) · 
Marokko (2022) · 
Nederland (1985) · 
Panama (2018) ·
Polen (1982) · 
Portugal (2021) · 
Rusland (2014) · 
Rusland (2021) · 
Sovjet-Unie (1982) · 
Tunesië (2018) · 
Verenigde Staten (2014) ·
West-Duitsland (1980) · 
Zuid-Korea (2014)